# النويس للاستثمار
شركة النويس للاستثمار - ذ.م.م (بالإنجليزية: ALNOWAIS INVESTMENTS)‏ هي شركة استثمارية قابضة خاصة مقرها في أبوظبي،الإمارات العربية المتحدة. تأسست في أواخر السبعينات، وقد تطورت المجموعة من مؤسسة تجارية محلية إلى شركة استثمارية ذات قاعدة عريضة في أسواق متعددة.
تمتلك وتساهم شركة النويس للاستثمار في مجموعة شركات متنوعة الأنشطة وفي قطاعات حيوية عدة أهمها: الهندسة والانشاءات، والخدمات النفطية، والرعاية الصحية، وأنظمة الاتصالات والتكنولوجيا، والصناعات الإلكتروميكانيكية والكيماوية، والصناعات الإنشائية، والعقارات والضيافة ومشاريع البنية التحتية. تمتلك شركة حديد الإمارات.
تتمتع النويس للاستثمار بخبرات فنية ومالية غزيرة في مجال تطوير وتنمية المشاريع إضافة إلى سمعة عالمية وشبكة من الشركات الصناعية والاستثمارية الرائدة التي تخول لها العمل والتعاون من شركاء استراتيجيين لتطوير وتمويل المشاريع في منطقة الشرق الأوسط.

## أهم المؤسسات التابعة
- صناعات دانوي (الزجاج والألومنيوم) (Danway Industries)
- إميركوم (emircom)
- فارماترادي (pharmatrade)[7]
- روتانا لإدارة الفنادق فنادق روتانا
- النويس العقارية (Al Nowais Real Estate)
- أبنية لمنتجات الاسمنت (Abnia Cement Products)
- دانوي (المنتجات والخدمات الميكانيكية والكهربائية)
- دانواي الإمارات (نظم التجزئة الصناعية ) (Danway Emirates (Industrial Retail Systems Group)

## الاستثمارات الرئيسية
تملك شركة النويس للاستثمار حصصا مهمة في شركات عدة منها:
- تكنيمونت (الهندسة والبناء) Tecnimont
- أركيرودون، (الهندسة والبناء) , Archirodon
- الوطنية للخدمات البترولية (NPS) (للخدمات النفطية) National Petroleum Services
- كربون القابضة (البتروكيماويات) Carbon Holdings

كما تشارك النويس للاستثمار بمشاريع وصفقات إقليمية ضخمة في مجال الطاقة والبنية التحتية، آخرها بناء محطة لإنتاج الكهرباء في منطقة عيون موسى جنوبي سيناء بجمهورية مصر العربية.

## وصلات خارجية
- [جريدة http://www.thenational.ae/business/positive-magnate-repels-negativity The National - [""Positive magnate repels negativity""] The National
- [ الفاينانشل تايمز http://www.ft.com/cms/s/0/d953aa5a-e6ff-11db-9034-000b5df10621.html#ixzz3Q8CxspTa] - Financial Times
- [ بلومبورغ http://www.bloomberg.com/research/stocks/private/snapshot.asp?privcapId=222557893] - Bloomberg
- صفحة حسين النويس في موقع الشركة القابضة العامة (صناعات)
- حسين النويس
- شركة النويس للاستثمار